# Río Saphy
El río Saphy es un río ubicado en la provincia del Cusco, Departamento del Cusco, Perú. Su recorrido cruza el centro histórico del Cusco y se encuentra mayormente entubado desde la época incaica. Es uno de los dos ríos, junto con el Tullumayo en cuyo valle se estableció la zona de los palacios reales incas.

## Recorrido
En su inicio el río está formado por dos riachuelos, uno que nace en las alturas de Chakan y el otro llamado Qespihuara. Ambos riachuelos unen sus aguas en un punto ubicado a dos kilómetros al noroeste de la Plaza de Armas del Cusco. El río discurre de noroeste a suroeste y pasa por el centro de la ciudad del Cusco. Está entubado en el trayecto de la Calle Saphy desde su intersección con la calle Don Bosco que sube hacia el Colegio Salesiano y las ruinas de Sacsayhuaman. Pasa entubado por debajo de la actual plaza de armas y durante todo el trayecto de la Avenida del Sol hasta la zona de Pumacchupan donde confluye con el río Tullumayo - que también corre entubado por debajo de las calles del Cusco - formando el río Huatanay.

## Historia
Este río tiene una singular importancia histórica ya que a su vera se levantaron lugares importantes durante el incanato. Así, en la localidad de Chankan donde se origina, se encuentra un grupo arqueológico innominado, luego pasa por la localidad de Llaullipata. Ya en la parte en que estaba entubada, se ubicaba el adoratorio denominado Wankapunku que correspondía a lo es hoy la intersección de las calles Saphy y Tambo de Montero. Luego, llega a lo que era el antiguo Huacaypata pasando al costado de los templos Qasana que fue palacio del inca Pachacutec y Amaru cancha del inca Huayna Cápac. Doscientos metros más abajo, el rio baña los jardines de lo que fue el Coricancha, principal templo de la ciudad dedicado al dios Inti. El río, durante todo su paso entubado por la ciudad incaica tenía seis puentes.
Durante todo el periodo colonial y el siglo XIX, el río estuvo abierto aunque canalizado. No fue sino hasta las primeras décadas del siglo XX cuando se inició la culminación de su canalización en todo el recorrido que cruza la ciudad desde Baños de Saphy al noroeste hasta la Estación de Wanchaq al sur. Hacia 1930 el río estuvo totalmente canalizado y, con ello, dio lugar a la existencia de las calles Saphy y Plateros, en el tramo que va desde los baños hasta la Plaza de Armas, y de la Avenida El Sol desde la Plaza de Armas hasta Pumacchupan. Esta avenida se convirtió en la principal artería de la ciudad y permitió el crecimiento urbano hacia el sureste.

#### Libros y publicaciones
- Angles Vargas, Víctor (1988). Historia del Cusco Incaico Tomo I. Lima: Industrialgráfica S.A.
- Coronado Esquivel, Jessica; Apaza Callañaupa, Roel (2017). «La modernización de la ciudad y su salubridad: la canalización del Cusco a principios del siglo XX». Summa Humanitatis 9 (1). Consultado el 7 de octubre de 2019.
- Sherbondy, Jeanette (1987). «Organizacióni hidráulica y poder en el Cuzco de los incas». Revista Española de Antropología Americana (XVII). Consultado el 18 de septiembre de 2019.

- Datos: Q67548076
- Multimedia: Río Saphy / Q67548076